# Benkt Engquist
Benkt Engquist, folkbokförd Bengt Olof Rinaldo Engquist, född 30 juli 1930 i Höörs församling i dåvarande Malmöhus län, död 9 november 2022, var en svensk konstnär och kulturskribent.
Benkt Engquist var son till konstnären Nils Engquist och hans första hustru Margareta, ogift Olsson, samt genom brodern Nils svåger till Gunilla Pontén. Han företog studieresor i Tyskland 1947–1950. Efter studentexamen i Helsingborg 1950 var han elev vid Hochschule für bildende Künste i Berlin 1950–1951, varpå han verkade i nämnda stad. I olja och gouache har han utfört verk med motiven landskap och figurer. Han finns representerad i Galeri Bremers samlingar i Berlin. Benkt Engquist finns upptagen i Allhems Svenskt konstnärslexikon.
Han har också verkat som kulturskribent i såväl tysk som svensk press. Han var förbundsordförande i den humanistiska organisationen Tanke och Känsla (TOK) samt redaktör för dess tidskrift.
Han gifte sig 1952 med Ulla Engquist (1930–2021). Makarna Engquist är begravda på Pålsjö kyrkogård.